# Bunarina
Bunarina je luka i gradski turistički predio u Puli koji administrativno pripada mjesnom odboru Nova Veruda.
Bunarina se nalazi na sjevernom dijelu poluotoka Verudele, sa sjevera ograničena Ribarskom kolibom, s juga Verudelom, a sa zapada Saccorgianom.
Na području Bunarine djeluje istoimena tvrtka koja se bavi nautičkim turizmom, ugostiteljstvom i trgovinom, te turizmom. 
Luka Bunarina podijeljena je na nautički i komunalni dio te operativnu obalu. U luci se nalaze plovni objekti koji služe za iznajmljivanje i izlete (brodice do 5 osoba i m/b "Ulika"), ugostiteljski objekt s terasom za 400 osoba, te sportsko-rekreacijski centar Bunarina (SRC Bunarina) s četiri teniska terena, igralištima za rukomet, odbojku, košarku i mali nogomet.
U neposrednoj blizini luke Bunarina nalazi se otok Veruda (Fratarski otok) na kojem je ljetni turistički kamp.
Lukom Bunarina upravlja Lučka uprava Pula. Više informacija o luci Bunarina možete pogledati na službenim stranicama luke Bunarina: https://www.bunarinalup.com